# Matka Boża z Pilar (obraz Goi)

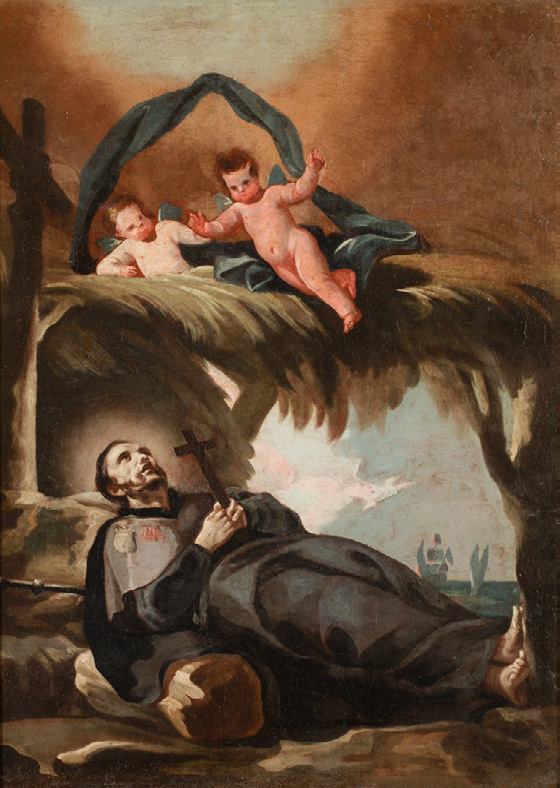
Śmierć świętego Franciszka Ksawerego (1771–1774)

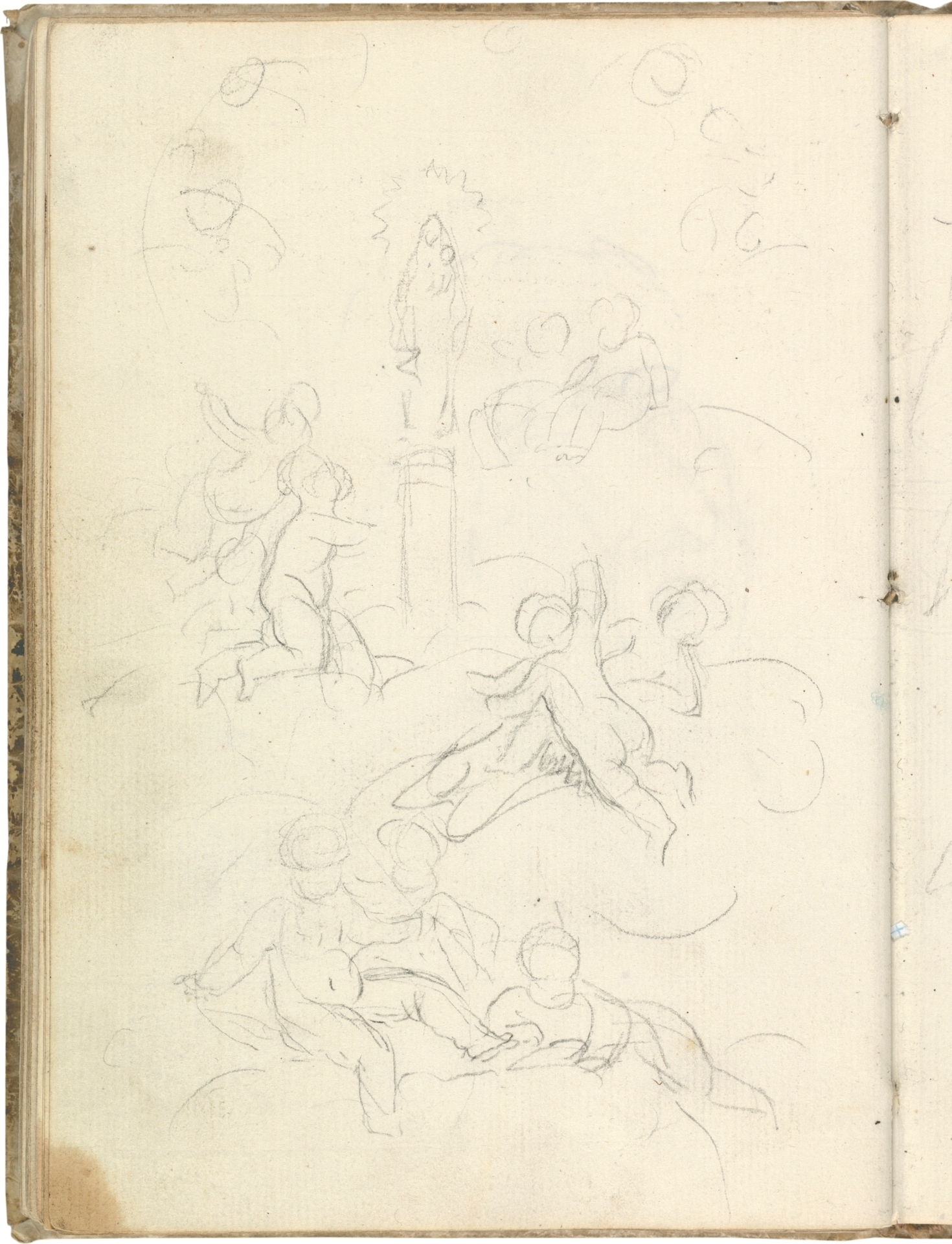
Szkic przygotowawczy we włoskim szkicowniku Goi, strona 134

Matka Boża z Pilar (hiszp. La Virgen del Pilar) – obraz olejny hiszpańskiego malarza Francisca Goi (1746–1828). Dzieło o tematyce religijnej stanowi parę ze Śmiercią świętego Franciszka Ksawerego. Oba obrazy o niewielkich rozmiarach Goya namalował dla swojej rodziny.

## Okoliczności powstania
Obraz powstał prawdopodobnie w Saragossie, po powrocie Goi z Włoch w 1771, ale przed wyjazdem do Madrytu w 1775. Na ten okres wskazuje także podobieństwo do powstałego w 1772 fresku Anioły adorujące Imię Boże w chórze Bazyliki Nuestra Señora del Pilar. Obraz ma wymiary 56 × 42,5 cm, niektóre źródła błędnie podają większe 78 × 52 cm.
W tym samym czasie Goya namalował także Śmierć świętego Franciszka Ksawerego, świadczą o tym m.in. rysunki przygotowawcze na sąsiednich stronach we włoskim szkicowniku Goi. Oba obrazy namalował dla swoich rodziców. Rodzina Goi pochodziła z Saragossy, dlatego kult patronki miasta, Matki Bożej z Pilar, był ważny także dla malarza. Goya wspomina o niej w jednym z listów do przyjaciela.

## Opis obrazu
Matka Boża z Pilar znajduje się w centrum kompozycji, jej sylwetka odcina się na tle światła, którym sama emanuje. Madonna stoi na świętej kolumnie, trzymając dzieciątko Jezus, podczas gdy drugą ręką przytrzymuje żółty płaszcz. Jest otoczona przez grupę latających wokół niej aniołków. Dwa z nich również trzymają kolorowe płaszcze – czerwony, symbolizujący wieczność i niebieski, oznaczający męczeństwo. W tle widać także głowy aniołów, niektóre z nich zlewają się z szarymi chmurami. Dominują pastelowe tony, które łagodzą scenę i nadają jej rokokowy charakter.
Jest to kanoniczne przedstawienie Matki Bożej z Pilar, czczonej w kaplicy bazyliki Nuestra Señora del Pilar w Saragossie. Malarz dokonał niewielkich zmian w stosunku do pierwotnego szkicu, m.in. zmniejszył liczbę aniołów w dolnej części kompozycji. Obecność szkiców przygotowawczych ułatwiła atrybucję dzieła. Sam obraz również ma charakter szkicu, niektóre postaci są ledwie zarysowane, malarz stosuje szybkie pociągnięcia pędzlem. Z tym efektem kontrastuje szczegółowo oddany płaszcz Matki Bożej i realistyczne przedstawienie dzieciątka Jezus. W przedstawieniu aniołków widoczny jest wpływ Murilla.

## Proweniencja
Śmierć Franciszka Ksawerego oraz Matka Boża z Pilar należały do rodziny malarza. Odziedziczyła je Manuela (lub Francisca) Lucientes, potomkini wuja malarza, brata jego matki, Miguela Lucientes. W 1925 spadkobierczyni zaproponowała obrazy Akademii Sztuk Pięknych św. Łukasza w Saragossie. W 1926 poprzez akademię nabyło je Museo de Zaragoza, za cenę 6000 peset.